# Indización
De acuerdo a la norma ISO 5963 (1985) la indización es el proceso de describir o representar el contenido temático de un recurso de información.
Este proceso da como resultado un índice de términos de indización que será utilizado como herramienta de búsqueda y acceso al contenido de recursos en sistemas de recuperación de información.

## Etapas
La indización es una actividad técnica-intelectual integrada por procedimientos dirigidos a desglosar, descifrar, analizar y resumir el contenido de los documentos, todo esto con el objetivo de hacer posible el almacenamiento, recuperación, acceso y difusión de la información, facilitando su recuperación, ya sea en forma directa por los usuarios o a través de índices, catálogos, base de datos, etc., y se cumple en forma controlada y normalizada a través de un proceso conformado por cuatro etapas: 
1. Revisión del contenido del documento
2. Selección de los conceptos
3. Traducción de los conceptos en descriptores (vocabulario controlado)
4. Establecimiento de enlaces sintácticos entre los descriptores (temas relacionados)

## Tipos de indización
Esta concepción de la indización, cuyos elementos centrales son la determinación humana del tema y la asignación de términos desde un vocabulario controlado, la distingue de la indización automática y la indización libre.
La indización automática es una indización por extracción.
Se extraen palabras-clave del título, del resumen o del texto completo de un recurso, y se usan para representar su contenido, sin ser sometidas a ningún tipo de control terminológico. 
Los artículos, las conjunciones, pronombres, preposiciones, interjecciones, numerales y algunos verbos y adverbios son palabras vacías. Son palabras no vacías los nombres, los adjetivos y algunos verbos y adverbios.
La indización libre es aquella que no utiliza, en la representación de temas, términos de un vocabulario controlado sino que emplea términos extraídos del propio recurso o de la mente del indizador.

## Políticas de indización
Por política de indización entendemos tanto la forma de realizar la indización de una determinada institución como el esfuerzo por concretar, sistematizar y plasmar en guías o manuales los procesos seguidos en la indización.
Ejemplo de política de indización general para una biblioteca:
1. Asignar el encabezamiento de materias que con mayor claridad y concisión indique el asunto específico del libro.
2. Debe asignarse el encabezamiento más específico, salvo en aquellas obras en las que el tema general sea tratado en segundo término.
3. Si una obra trata varios asuntos, se asignará un encabezamiento de materia para cada uno de ellos, excepto que sean las distintas partes de un tema más amplio, en cuyo caso se usará un solo encabezamiento correspondiente a este último.

## Vocabularios controlados
Los vocabularios controlados pueden definirse como 
- Un conjunto limitado de términos que deben utilizarse para representar los temas presentes en recursos de información.
- Los términos están sujetos a algún tipo de estructura para que aquellos que tienen significados cercanos aparezcan juntos o relacionados de alguna forma.

La forma en que los términos se ordenan o disponen en el vocabulario es el criterio para establecer una tipología de vocabularios controlados:
- vocabularios controlados alfabéticos

El ordenamiento principal de los términos es alfabético. Los términos relacionados se conectan a través de referencias o relaciones (vínculos de equivalencia, jerarquía y asociación semántica) como por ejemplo las Listas de Encabezamientos de materia.
- vocabularios controlados sistemáticos

Los términos aparecen agrupados en clases o categorías, por lo general temáticas. Establecen entre sí una relación jerárquica como un Tesauro.
El uso de vocabularios controlados además de facilitar la recuperación de los documentos en una unidad o sistema de información, evita las ambigüedades en la descripción y clasificación de los mismos.